# Legon Cities FC
Der Legon Cities Football Club ist ein Fußballverein aus der ghanaischen Hauptstadt Accra. Er wurde im Januar 2006 als Wa All Stars FC aus der ghanaischen Stadt Wa gegründet und war aufgrund eines nicht vollzogenen Verkaufs 2019 kurzzeitig als „Stallions FC“ bekannt, 2019 wurde der Verein endgültig umbenannt in „Legon Cities FC“. Größter Erfolg des Vereins war der Gewinn der ghanaischen Meisterschaft im Jahr 2016.

## Geschichte
Um dem Fußball in der Upper West Region Vorschub zu leisten – die Region war zuvor siebzehn Jahre lang nicht mit einer Mannschaft in der obersten ghanaischen Fußballliga vertreten –, wurde im Januar 2006 (anderen Angaben zufolge bereits im Dezember 2005) der Wa All Stars Football Club von Kwesi Nyantakyi, dem damaligen Präsidenten der Ghana Football Association (GFA), gegründet. Der Verein begann zunächst in der drittklassigen Upper West Regional Division Two und nach nur einem weiteren Jahr in der zweitklassigen Division One League konnte sich der Verein im März 2007 in der Aufstiegsrunde (National Middle League) für die Premier League qualifizieren. Ein Protest wegen des Einsatzes eines nicht spielberechtigten Akteurs wurde im August 2007 abgewiesen, die erste Saison in der Premier League schlossen die „(Northern) Blues“ auf dem siebten Platz ab. In den folgenden Jahren schloss der Verein die Liga jeweils im Mittelfeld ab, ehe der Wa All Stars FC am 14. September 2016 mit einem 2:1-Sieg über den direkten Konkurrenten Aduana Stars zum ersten Mal den Gewinn der ghanaischen Meisterschaft feiern konnte. Im Januar 2017 gewann die Mannschaft durch einen 1:0-Sieg in Tamale über Pokalsieger Bechem United zudem den nationalen Supercup.
Im Januar 2019 wurden Gerüchte laut, der ehemalige ghanaische Nationalspieler John Paintsil habe den Verein von seinem Eigentümer Kwesi Nyantakyi gekauft, der im Vorjahr von der FIFA-Ethikkommission wegen Korruption lebenslang von allen mit dem Fußball verbundenen Aktivitäten ausgeschlossen worden war. Die Gerüchte über einen Verkauf wurden jedoch dementiert. Ende März gab Paintsil bekannt, dass er gemeinsam mit seinen Investoren neuer Eigentümer des Vereins und der Vereinsname am 28. Februar 2019 offiziell in „Stallions FC“ geändert worden sei; der Kaufpreis soll etwa 2,5 Millionen US-Dollar betragen haben. Ende April wurde jedoch publik, dass der Vertrag zwischen Nyantakyi und Paintsil nicht vollzogen wurde, da die neuen Eigentümer den Kaufpreis nicht vollständig gezahlt hatten. An der Normalization Committee Special Competition, dem Ersatz für die ausgefallene Premier League im Jahr 2019, nahm der Verein als einziger Erstligavertreter nicht teil.
Der Verein trug seine Heimspiele im 5.000 Zuschauer fassenden Wa Sports Stadium („Wa Park“) aus.
Im Dezember 2019 wurde der Verein umbenannt in 'Legon Cities FC' und zog in die Hauptstadt Accra.

## Titel und Erfolge
- Ghanaischer Meister: 2016
- Ghanaischer Super-Cup-Sieger: 2017

### Teilnahme an CAF-Wettbewerben
| Saison | Wettbewerb           | Runde    | Gegner           | Gesamt | Hin     | Rück    |
| ------ | -------------------- | -------- | ---------------- | ------ | ------- | ------- |
| 2017   | CAF Champions League | Vorrunde | Al-Ahly Tripolis | 1:5    | 1:3 (H) | 0:2 (A) |